# Apetatitlán de Antonio Carvajal
Apetatitlán de Antonio Carvajal är en kommun i Mexiko.   Den ligger i delstaten Tlaxcala, i den sydöstra delen av landet, 100 km öster om huvudstaden Mexico City. Antalet invånare är 12 268. Arean är 7,3 kvadratkilometer.
Terrängen i Apetatitlán de Antonio Carvajal är en högslätt.
Följande samhällen finns i Apetatitlán de Antonio Carvajal:
- Apetatitlán Antonio Carbajal
- Belén Atzitzimititlán
- Tlatempan
- Tecolotla
- La Loma Colonia